# Emmanuïl Roïdis
Emmanuïl Roïdis (grec: Εμμανουήλ Ροΐδης, AFI [emmanu'il ro'iðis]) (28 de juliol de 1836 - 7 de gener de 1904) ha estat un dels escriptors grecs més importants. Se'l considera un dels més enginyosos autors de les lletres gregues, al mateix temps que la seva obra aglutina els més diversos gèneres literaris (narrativa, crítica, escrits polítics, traduccions, cròniques).

## Dades biogràfiques
Emmanuïl Roïdis va néixer el 28 de juliol de 1836 a Ermúpoli (illa de Siros), fill de comerciants d'origen aristocràtic, Dimitris Roïdis i Cornilia Rodokanaki. El 1841, la seva família es trasllada a Itàlia i s'instal·len a Gènova per motius professionals del seu pare, que més tard és nomenat Cònsol General de Grècia. A l'edat de 13 anys, quan els seus pares s'havien establert a Iaso, el jove Roïdis torna a Ermúpoli, on estudia internat al famós Liceu Greco-americà Kh. Evangelidis. Fou company seu d'estudis l'erudit i escriptor D. Vikelas, i junts van engegar una revista setmanal amb el títol 'Melissa' (Abella). Finalitza els seus estudis el 1855 i s'estableix a Berlín per guarir-se del problema de sordesa que havia començat a patir ja d'estudiant i que l'empiparia durant tota la seva vida. Paral·lelament va cursar filologia i filosofia. Un any més tard, a causa de l'empitjorament seu estat de salut, va viatjar a Iaso. Més tard va ocupar-se d'amagat de la traducció de l'Itinerari de Chateaubriand per a la seva publicació. Va tenir enllestida la traducció el 1860, any en què s'estableix a Atenes amb la seva família. Els anys successius acompanya els seus pares a Egipte, on la seva mare rep tractament, però la sobtada mort del pare el 1862 fa que torni a Atenes amb la mare i s'hi estableixi definitivament.
El 1866 va completar la redacció de la seva primera novel·la, la Papessa Joana, obra que satiritza el clero de l'Església d'Occident d'època medieval. Aquest llibre va ser excomunicat pel Sagrat Sínode, però les cinc edicions consecutives van catapultar Roïdis a la fama internacional, de manera que els anys successius va col·laborar amb diaris francòfons fins al punt que el 1870 esdevé director del diari Grèce.
El 1873 va quedar pràcticament arruïnat degut a les seves inversions en accions de les empreses de les Mines d'Argent de Làurion.
El gener de 1875 i durant 17 mesos edita el setmanari satíric Asmodeos (Ασμοδαίος), en les pàgines del qual va vessar les seves punyents crítiques a la vída pública i política grega, al mateix temps que hi prenia part activa. Va signar amb els pseudònims de Teotipis (Θεοτύπης) i Sknipas (Σκνίπας) entre d'altres.
El 1877 va començar el seu conflicte amb Àngelos Blakhos, sota el pretext d'un text crític titulat 'Sobre la Poesia Grega Contemporània' (Περί Συγχρόνου Ελληνικής Ποιήσεως), que atacava el romanticisme exacerbat i la seva realització per part de la I Escola Atenesa i dels certamens poètics de la Universitat d'Atenes.
El 1880 va ser nomenat supervisor de la Biblioteca Nacional, on va treballar durant el govern de Trikupis. Paral·lelament es mostrava ferm partidari del grec demòtic en una sèrie d'estudis lingüístics tot i que els seus texts els escrivia en grec purista o katharévussa.
Durant el període 1890-1900 va publicar la major part de la seva obra narrativa. Fins al final de la seva vida va col·laborar amb nombroses revistes literàries i diaris de l'època, en què va publicar històries i articles crítics.
Va morir a Atenes el 7 de gener de 1904.

## Obra

### La Papessa Joana
La Papessa Joana és la més coneguda de les novel·les de Roïdis i un dels relats més famosos de la literatura neogrega, àmpliament traduït a l'estranger. Amb aquesta obra trenca de ple amb la tradició literària predominant, el romanticisme, i amb la cúpula eclesiàstica.

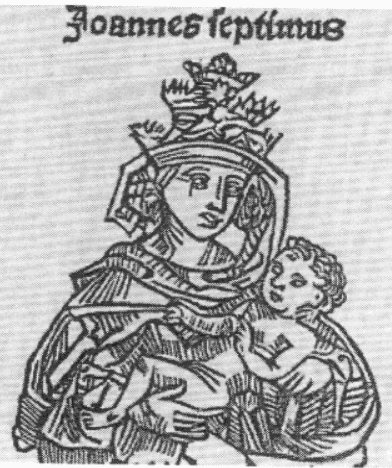
La Papessa Joana com a Papa Joan VIII

La trama és una llegenda del segle IX força difosa a Europa, en què una dona aconsegueix ascendir al tron papal, queda encinta i dona a llum durant una processó en què, presa de la follia col·lectiva, és assassinada. Roïdis havia sentit aquesta història a Gènova essent un nen, però li va causar tal impressió, que va dur a terme una intensa recerca per les biblioteques d'Atenes i Alemanya i va reunir importants materials per recrear la seva obra. Va voler posar l'accent sobre l'aspecte científic del seu escrit, fins al punt de posar-li per títol Estudi Medieval (Μεσαιωνική Μελέτη). De fet el llibre és ben fidel quant a l'escenari de l'època, i ciutats, viatges, monestirs o costums són descrits amb excepcional precisió.
L'obra posa de manifest els defectes de l'Església Catòlica, però és evident que la crítica va dirigida principalment a l'Ortodoxa. Per això les reaccions en contra van ser molt intenses. A l'excomunicació del llibre l'autor va respondre inicialment de manera irònica, amb les Cartes d'un Agriniota (Επιστολές ενός Αγρινιώτου), signades per Aris Surlís (diari Αυγή, Maig de 1866) i més tard seriosament amb Unes paraules en resposta a l'excomunicació de l'encíclica del Sínode (Ολίγαι λέξες εις απάντησιν της αφοριστικής εγκυκλίου της Συνόδου).

### Contes
Els contes de Roïdis tenen com a escenari Atenes i Ermúpoli, i s'articulen generalment en les seves experiències personals. Es fa palesa en tots ells la seva actitud crítica amb la realitat social i política. És característic el fet que en molts contes els herois són animals: la comparació dels animals amb l'home va en detriment del segon.

### Estil
Roïdis és l'escriptor estilista per excel·lència i se'l considera el primer a conferir un estil propi a la literatura neogrega. La seva característica bàsica és el sentit de l'humor i la ironia, que aconsegueix principalment amb combinacions sobtades de paraules amb significats que li són impropis. El mateix Roïdis va comparar el seu estil amb el mètode del 'cop de carbassa', és a dir, del cop al cap del lector amb una carbassa seca. Aquest mètode resultava, tal com explicava, un 'remei contra la sopor', l'única manera per captar l'interès del lector grec (poc culte) i mantenir-lo despert.

### La crítica literària
Roïdis és un del crítics grecs més perspicaços. Va saber copsar el deteriorament del Romanticisme Atenès, tant en poesia com en prosa, va donar una empenta als intents renovadors de la revista Estia (Εστία) a la seva secció de contes, va estilitzar el costumisme exagerat que hi havia i en va reprovar el provincianisme, és a dir, la por a les influències estrangeres a la literatura.

#### El conflicte amb Ángelos Blakhos
El 1877 Roïdis era membre de la comissió de jutges al certamen d'art dramàtic de l'associació Parnassós (Παρνασσός). Quan li va arribar el torn de paraula, va tirar per terra la qualitat poètica no només de les obres presentades a concurs, sinó també de la producció poètica en general que en aquella època es donava a Grècia. La baixa qualitat de la poesia l'atribuïa a la manca d'un ambient adequat de què impregnar-se. Els seus punts de vista recorden les lliçons de Taine, segons el qual l'art, en tant que manifestació social, depèn absolutament de l'ambient i de les condicions en què neix. Donada la situació que hi havia a Grècia, doncs, Roïdis considerava lògica la baixa qualitat de la producció poètica.
Un mes després Àngelos Blakhos (1838-1920) va respondre a les paraules de Roïdis, amb el discurs Sobre la poesia grega més recent i especialment sobre Geòrgios Zalokostas, on confrontava els punts de vista sobre la creació del poeta sota la influència de l'ambient social i intel·lectual, sostenint que els poetes amb talent neixen i que l'obra és el resultat del geni poètic i no de la influència de la societat. Geòrgios Zalokostas era l'exemple de la qualitat poètica de l'època.
Roïdis va respondre amb dos estudis, un Sobre la crítica grega actual i un altre Sobre poesia grega actual, replicats per Blakhos amb El jove crític. Roïdis va tancar la disputa amb el seu llibre Els textos.

#### Estudis lingüístics
Roïdis, malgrat que va escriure principalment en katharévussa, va donar suport a l'ús del demòtic a la literatura. Els seus estudis més importants pel que fa a temes de llengua són la Introducció a la traducció de l'Itinerari (Οδοιπορικό) de Chateaubriand, l'estudi sobre el Viatge (Ταξίδι) del Giannis Psikharis i els Eidola (Είδωλα).
Considerava la qüestió de la diglòssia un problema nacional i va culpabilitzar-ne els erudits. Considerava que la llengua del poble era equivalent en riquesa, precisió i claredat a la katharévussa i proposava per a la llengua literària una progressiva simplificació d'aquesta i l'enriquiment del demòtic fins a la definitiu encontre de les dues llengües en una de sola.

## Obra completa

### Novel·les
- La Papessa Joana (Η Πάπισσα Ιωάννα)- 1866

### Contes
- Història d'un gos (Ιστορία ενός σκύλου)- 1893
- Història d'un gat (Ιστορία μιας γάτας) - 1893
- Història d'un cavall (Ιστορία ενός αλόγου) - 1894
- Psicologia d'un cònjuge de Siros (Ψυχολογία Συριανού συζύγου) - 1894
- El pomer (Η μηλιά) - 1895
- El lament d'un enterrador (Το παράπονο ενός νεκροθάπτου) - 1895

### Estudis
- Sobre la crítica a la Grècia actual (Περί συγχρόνου εν Ελλάδι κριτικής) - 1877
- Sobre la poesia grega actual (Περί συγχρόνου ελληνικής ποιήσεως) - 1877
- Els texts (Τα Κείμενα) - 1877
- Es faci la llum (Γεννηθήτω φως) - 1879
- Aristotelis Balaoritis (Αριστοτέλης Βαλαωρίτης) - 1879
- La Biblioteca Nacional l'any 1880 (Η Εθνική Βιβλιοθήκη εν έτει 1880) - 1885
- Πάρεργα (1885)
- El viatge de Psikharis (Το ταξίδι του Ψυχάρη) - 1888
- Τα Είδωλα (1893)

### Traduccions
- L'itinerari de Chateaubriand. De París a Jerusalem i de Jerusalem a París (Σατωβριάνδου Οδοιπορικόν. Από Παρισίων εις Ιεροσόλυμα και από Ιεροσολύμων εις Παρισίους) - 1860
- La Història d'Anglaterra de Macauley - 7 volums (Μακώλεϋ Ιστορία της Αγγλίας - 7 τόμοι)
- Poemes d'Edgar Alan Poe (Ποιήματα του Εντγκαρ Αλαν Πόε)
- Història de la literatura anglesa (Ιστορία της Αγγλικής λογοτεχνίας)

## Traduccions al català
- 1998 - Roïdis, Emmanuïl. «La papessa Joana». Traducció d'Antoni Góngora. Barcelona: La Magrana, 1998.[1][2]

- 2001 - Roïdis, Emmanuïl. «Un marit de Siros; contes». Traducció d'Antoni Góngora. Lleida: Pagès Editors, 2002.[1][2]

- 2013 - Roïdis, Emmanuïl. «Passejades per Atenes». Traducció d'Antoni Góngora. Publicat a Amazon.[2]

- 2013 - Roïdis, Emmanuïl. «Al voltant de la papessa». Traducció d'Antoni Góngora. Publicat a Amazon.[2]